# 都谷村
都谷村（つだにそん）は、広島県山県郡にあった村。現在の山県郡北広島町の一部にあたる。

## 地理
- 河川：西宗川[1]
- 山岳：竜頭山[2]

## 歴史
- 1889年（明治22年）4月1日、町村制の施行により、山県郡都志見村、戸谷村、長笹村が合併して村制施行し、都谷村が発足[1][3]。
- 1907年（明治30年）琴谷に郡役所が設置されたが、1910年（明治43年）加計に移転[4]。
- 1948年（昭和23年）水根小水力発電所完成[4]。
- 1956年（昭和31年）3月31日、山県郡原村、吉坂村と合併し、豊平町を新設して廃止された[1][3]。

## 産業
- 農業、養蚕[2]

## 教育
- 1948年（昭和23年）広島県八重高等学校（現広島県立千代田高等学校）豊平分校が定時制で開校。のち全日制となる[2]。